# Památník obětem stalinismu ve Vratislavi
Památník obětem stalinismu ve Vratislavi (polsky Pomnik Ofiar Stalinizmu we Wrocławiu) je kamenný a ocelový památník postavený na ulici Promenada Staromiejska v městské čtvrti Stare Miasto města Vratislav v Dolnoslezském vojvodství a v Dolním Slezsku v Polsku.

## Historie a popis
Památník obětem stalinismu byl postaven podle navrhu Tadeusze Tellera a byl odhalen 17. září 1989. Vznikl jako připomínka mnoha tragickým obětem stalinismu a to u příležitosti 50. výročí zavedení stalinského systému v Polsku – jako pocta jeho obětem a varování žijícím i budoucím generacím. Tvar pomníku připomíná dolmen vytvořený ze šikmo umístěných kamenných desek. Na deskách je umístěn vpravo kříž jako symbol víry, vlevo orel jako symbol Polska a uprostřed je kříž z polského vojenského vyznamenání Virtuti Militari. Celek je pak nahoře zakončen stylizovanou trnovou korunou připomínající ostnatý drát. Celý pomník je umístěn na vydlážděném prostranství (nízkém soklu).

### Nápisy na památníku
Na pomníku jsou umístěny tři kovové desky s nápisy.
První nápis je z roku 1995 a je umístěn vpravo na zemi:
| „ | TYM KTÓRZY ODBUDOWALI POLSKĘ I ZAGOSPODAROWALI ZIEMIE ODZYSKANE. W 50-tą ROCZNICĘ NARÓD POLSKI. | TĚM, KTEŘÍ OBNOVILI POLSKO A ROZVÍJELI ZNOVUZÍSKANÁ ÚZEMÍ. K 50. VÝROČÍ POLSKÝ NÁROD. | “ |

Druhý nápis je z roku 1989 a je na pomníku uprostřed:
| „ | W 50-tą ROCZNICĘ NARZUCENIA SYSTEMU STALINOWSKIEGO POLAKOM W HOŁDZIE JEGO OFIAROM KU PRZESTRODZE ŻYJĄCYM I PRZYSZŁYM POKOLENIOM. NARÓD POLSKI WROCŁAW 17.IX.1989 | K 50. VÝROČÍ VNUCENÍ STALINSKÉHO SYSTÉMU POLÁKŮM JAKO POCTA JEHO OBĚTEM A VAROVÁNÍ ŽIJÍCÍM I BUDOUCÍM POKOLENÍM POLSKÝ NÁROD VRATISLAV 17.IX.1989 | “ |

Třetí nápis uvádí název pomníku v polštině, angličtině, němčině a ruštině, který je umístěn na zemi:
| „ | POMNIK OFIAR STALINIZMU | MONUMENT TO WICTIMS OF STALINISM | DENKMALF FÜR DIE OPFER DES STALINISMUS | ПАМЯТНИК ЖЕРТВАМ СТАЛИНИЗМА | “ |

## Další informace
Dílo je celoročně volně přístupné a nachází se také na dálkové cyklistické trase řeky Odry.

## Galerie

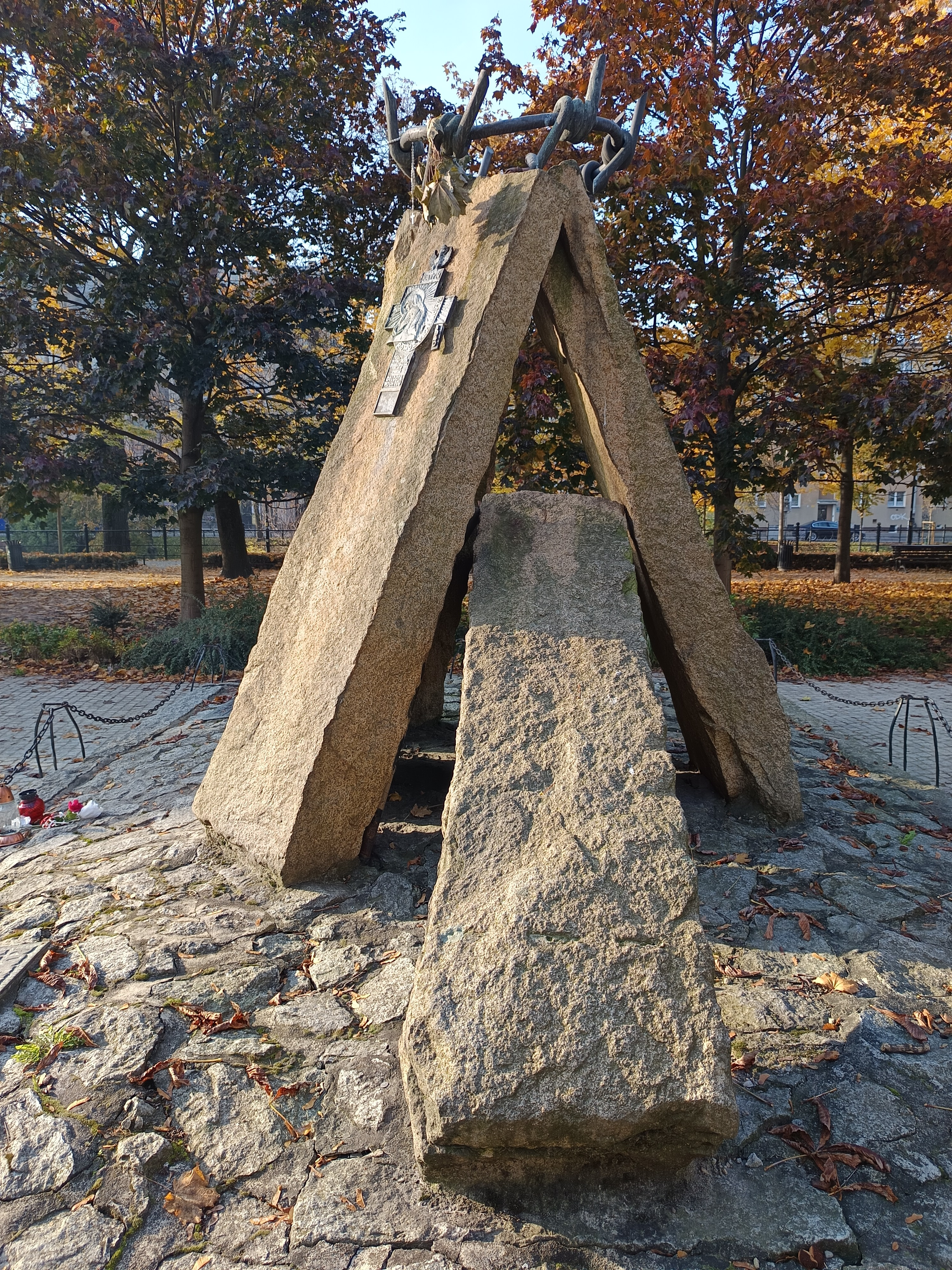
Boční pohled na památník
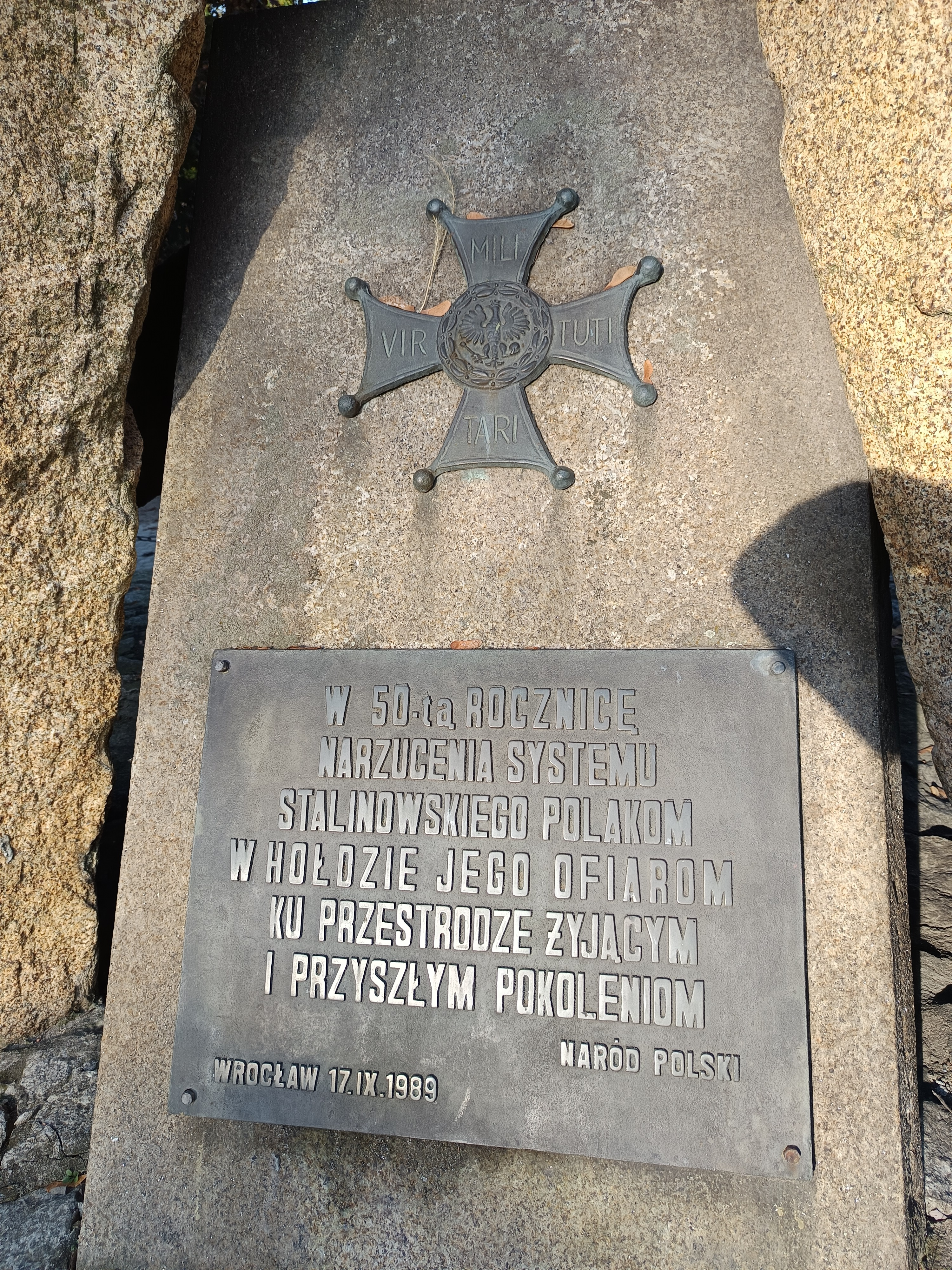
Nápis z roku 1989
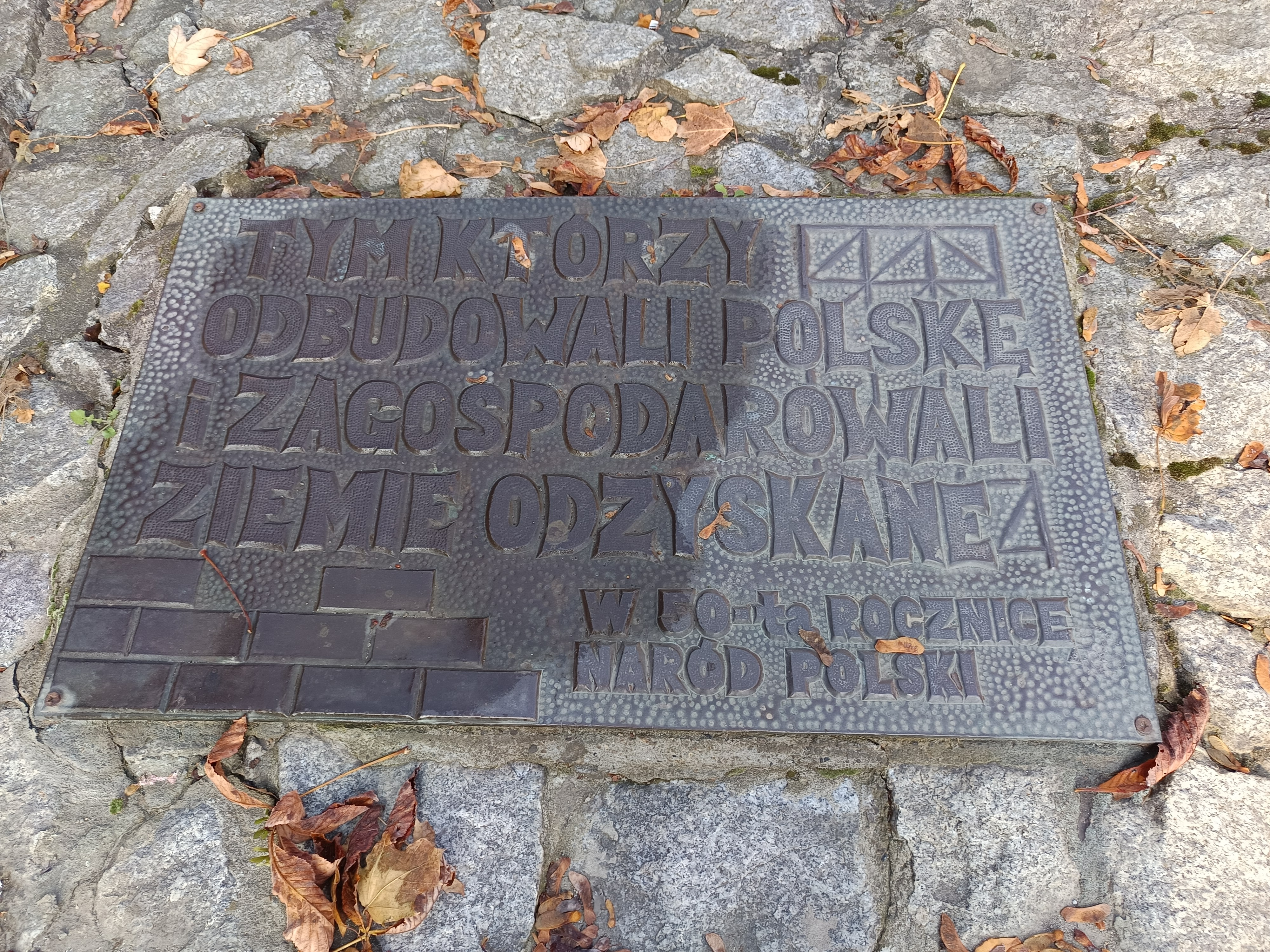
Nápis z roku 1989
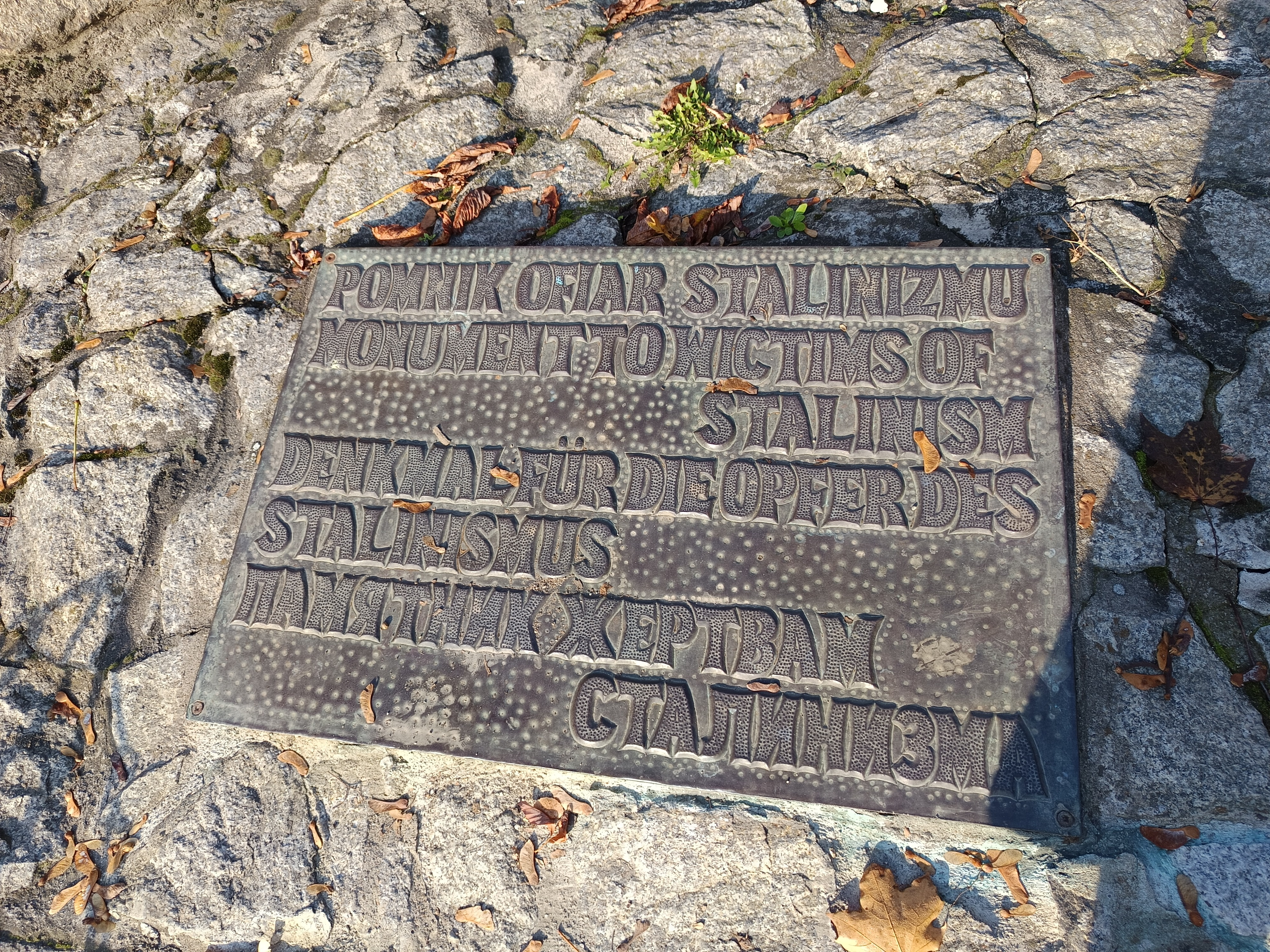
Název pomníku ve čtyřech jazycích